# Tom Tryon
Tom Tryon, właśc. Thomas Lester Tryon (ur. 14 stycznia 1926 w Hartford, zm. 4 września 1991 w Los Angeles) – amerykański aktor, scenarzysta i pisarz.
Nominowany do Złotego Globu dla najlepszego aktora w filmie dramatycznym i Golden Laurel za główną rolę księdza katolickiego pochodzenia irlandzkiego Stephena Fermoyle w dramacie Otto Premingera Kardynał (The Cardinal, 1963).

## Wczesne lata
Urodził się w Hartford w Connecticut jako syn Elizabeth (z domu Lester) i Arthura Lane’a Tryona, sukiennika, właściciela Stackpole, Moore & Tryon. Dorastał w Wethersfield. W latach 1943–1946 służył w United States Navy na Pacyfiku w czasie i po II wojnie światowej. Studiował na wydziale sztuki Uniwersytetu Yale, uczęszczał do Art Student’s League w Nowym Jorku, a następnie studiował aktorstwo w Neighborhood Playhouse School of the Theatre.

## Kariera
Występował na Broadwayu w komedii muzycznej Wish You Were Here (1952) w reż. Joshuy Logana, komedii Cyrano de Bergerac Edmonda Rostanda (1953) jako Another Lackey z José Ferrerem i Arlene Dahl oraz Ryszardzie III Williama Shakespeare’a (1953). 
W seryjnym westernie NBC Granica (Frontier, 1955) pojawił się gościnnie jako Antoine De More. Po dostrzeżeniu go w telewizji przez producenta Hala Wallisa, w 1955 Tryon podpisał kontrakt z Paramount Studios. Jego pierwszą rolą filmową była postać E.V. Marszałka „Marsza” w dramacie kryminalnym noir wytwórni Paramount Szkarłatna godzina (The Scarlet Hour 1956) w reż. Michaela Curtiza z Carol Ohmart, a następnie zagrał szeregowego Masona w historycznym dramacie wojennym Screaming Eagles (1956). W westernie Rudolpha Maté Niebezpieczne trio (Three Violent People, 1956) wystąpił w roli kiepskiego, jednorękiego brata Charltona Hestona. W dramacie kryminalnym noir Johna Farrow The Unholy Wife (1957) został obsadzony w roli jeźdźca rodeo Sana Sandersa, drugiego mężczyzny w trójkącie miłosnym z Dianą Dors i Rodem Steigerem. Stał się rozpoznawalny dzięki występom w epizodach Walt Disney Pictures Texas John Slaughter (1958–1961). Wziął udział w horrorze fantastycznonaukowym klasy B Poślubiłem potwora z kosmosu (I Married a Monster from Outer Space, 1958), który zyskał status kultowego. W filmie biblijnym Henry’ego Kostera Historia Rut (The Story of Ruth, 1960) zagrał postać Mahlona.
Później z powodzeniem stał się pisarzem, specjalizującym się w powieściach gotyckich.

## Życie prywatne
13 czerwca 1956 zawarł związek małżeński z Ann L. Noyes, córką maklera Josepha Leo Lilienthala i Edny Arnsteiny, byłą żoną producenta teatralnego Thomasa Ewinga Noyesa. Rozwiódł się w 1958. 
W latach 70. był związany z Clive’em Clerkiem, jednym z obsady musicalu A Chorus Line z muzyką Marvina Hamlischa na Broadwayu, a także projektantem wnętrz „Architectural Digest”, który udekorował mieszkanie Tryona w Central Park, dramaturgiem Noëlem Cowardem. W latach 1973–1977 Tryon był w związku z Caseyem Donovanem, gejowskim aktorem filmów porno. 
Zmarł w wieku 65 lat. Podaną przyczyną śmierci był nowotwór żołądka. Wykonawca literacki Tryona, C. Thomas Holloway, stwierdził później, że rak żołądka Tryona był związany z jego zakażeniem wirusem HIV. Tryon poprosił o zachowanie poufności tych informacji. Kiedy kochanek Tryona, Clive Clerk, wyjaśnił: „Tom nie chciał, aby jego czytelnicy ani krewni wiedzieli”, Holloway nie zgodził się z tym, pisząc: „Postrzegam to jako samolubne milczenie Toma, które pomogło Ciemnym Wiekom (publicznej akceptacji HIV/AIDS) trwać tysiąclecie”.

## Wybrana filmografia
- 1950: Winchester ’73 jako Doan
- 1956: The Scarlet Hour jako E.V. 'Marsh' Marshall
- 1956: Screaming Eagles jako szeregowy Mason
- 1957: The Unholy Wife jako San Sanders
- 1958: I Married a Monster from Outer Space jako Bill Farrell
- 1960: Historia Rut (The Story of Ruth) jako Mahlon
- 1962: Something's Got to Give jako Stephen Burkett
- 1962: Najdłuższy dzień (The Longest Day) jako porucznik Wilson
- 1963: Kardynał (The Cardinal) jako Stephen Fermoyle
- 1965: Wojna o ocean (In Harm's Way) jako porucznik William 'Mac' McConnel
- 1965: The Glory Guys jako kpt. Demas Harrod
- 1970: Persecución hasta Valencia jako Harry Bell
- 1971: Johnny poszedł na wojnę (Johnny Got His Gun)

## Dzieła

### Powieści
- The Other (Alfred A. Knopf, 1971) ISBN 978-0-394-43608-1
- Harvest Home (Alfred A. Knopf, 1973) ISBN 978-0-394-48528-7
- Lady (Alfred A. Knopf, 1974) ISBN 978-0-394-49093-9
- The Night of the Moonbow (Alfred A. Knopf, 1989)  ISBN 978-0-394-56006-9
- The Wings of the Morning (Alfred A. Knopf, 1990)  ISBN 978-0-394-52389-7
- In the Fire of Spring (Alfred A. Knopf, 1992)  ISBN 978-0-394-58588-8
- The Adventures of Opal and Cupid (Viking Press, 1992) ISBN 978-0-670-82239-3
- Night Magic (Simon & Schuster, 1995)  ISBN 978-0-684-80393-7

### Zbiory opowiadań
- Crowned Heads (Alfred A. Knopf, 1976) ISBN 978-0-394-40468-4
- All That Glitters (Alfred A. Knopf, 1986) ISBN 978-0-394-55023-7

### Nowele
- Bobbitt (1976)
- Fedora (1976)
- Lorna (1976)
- Willie (1976)